# Министерство народного просвещения Российской империи
Министе́рство наро́дного просвеще́ния (МНП) — центральное государственное учреждение в Российской империи, руководившее учреждениями народного просвещения и науки. Существовало в 1802—1817 и 1824—1917 годах.
В 1817—1824 годах входило в форме департамента в состав Министерства духовных дел и народного просвещения.

## История министерства в 1802—1863 годах
Первым учреждением для управления образованием в Российской империи стала Комиссия об учреждении народных училищ, образованная в 1782 году и двадцатью годами позже ставшая частью Министерства народного просвещения, образованного манифестом императора Александра I от 8 (20) сентября 1802 года «Об учреждении министерств» в целях «воспитания юношества и распространения наук». К его ведению манифестом были отведены:
типографии частные и казённые, издания ведомостей и всякие периодические издания, народные библиотеки, собрания редкостей, натуральные кабинеты, музеи и школы всех типов
Министерство руководило составлением уставов и правил для императорских университетов, средних и низших учебных заведений; ведало назначением и перемещением профессорско-преподавательского состава; занималось снабжением учебных заведений книгами и учебными пособиями. С 1803 года в ведении министерства находилась Императорская Академия наук.
Согласно Манифесту «О разделении государственных дел на особые управления» от 25 июля (6 августа) 1810 года к МНП перешло управление всеми академиями и учебными заведениями кроме военных и духовных. Манифест об «Общем учреждении министерств» от 25 июня (7 июля) 1811 года так обозначал сферу деятельности МНП:
§ 11. Министерство народного просвещения ведает все учёные общества, академии, университеты, все общие учебные заведения, исключая духовные, военные и те училища, кои особенно учреждены для образования юношества к отдельной какой-либо части управления, как-то: Горный корпус и другие сему подобные установления, кои, находясь в особенном ведомстве, сохраняют однако же в делах общих нужную связь и сношение с министром просвещения.
Основными задачами МНП в первые годы его существования стало создание системы учебных округов: открытие новых университетов и превращение их в органы управления системой образования, а также составление и утверждение уставов учебных заведений на основах автономии в вопросах внутреннего управления и суда. 5 (17) ноября 1804 года утверждён «Устав учебных заведений, подведомственных университетам», согласно которому создавалась сеть местных учебных заведений, носивших всесословный характер. Наряду с ними был открыт ряд привилегированных учебных заведений — лицеев.
В 1804—1826 годах МНП осуществляло цензуру печатных изданий через специальные цензурные комитеты, созданные при университетах. В 1826 году для этой цели было создано специальное Главное управление цензуры (см. ниже).
В 1817 году Министерство народного просвещения было объединено с Главными управлениями духовных дел православного и иностранных исповеданий в единое Министерства духовных дел и народного просвещения, создание и существование которого тесно связаны с деятельностью министра князя А. Н. Голицына. После расформирования в 1824 году этого министерства вопросы управления православным духовенством были переданы в Синод, но дела иностранных исповеданий оставались в ведении МНП вплоть до 1832 года, когда они отошли к Министерству внутренних дел.
В 1834 году на МНП была возложена обязанность собирания и издания источников отечественной истории, для чего при нём была образована особая Археографическая комиссия (см. ниже).

## История министерства в 1863—1904 годах
В 1863 году была проведена реорганизация Министерства народного просвещения, закреплённая принятым 18 (30) июня 1863 года «Учреждением Министерства народного просвещения». Согласно ему центральный аппарат министерства состоял из Совета министра, Департамента народного просвещения и  Учёного комитета.
В ведении министерства находились Императорская Санкт-Петербургская Академия наук, Николаевская главная обсерватория, Императорская публичная библиотека, Румянцевский музей.
В ходе реформ Александра II Министерством народного просвещения были подготовлены Университетский устав 18 (30) июня 1863 года и Устав гимназий 19 ноября (1 декабря) 1864 года, отличавшиеся либеральной направленностью. Несколько позже был подготовлен также Устав училищ 15 (27) мая 1872 года. Эти нормативные документы создали новую законодательную базу для деятельности учреждений образования. Для совершенствования управления учебными заведениями в 1864 году министерство образовало губернские и уездные училищные советы, а в 1869 году были созданы должности инспекторов народных училищ.
В 1874 и 1875 годах ведомственными изданиями МНП стали газеты «Санкт-Петербургские ведомости» и «St. Petersburger Zeitung», бывшие до того академическими.
В 1881 году Министерству народного просвещения было передано большинство учебных заведений, находившихся в ведомстве Министерства финансов, а также целый ряд учебных заведений в Финляндии, Закавказье и др.
В 1880-е годы государственная политика в области высшего образования скорректирована в сторону ужесточения контроля, что нашло отражение в новом Университетском уставе 23 августа (4 сентября) 1884 года .

## История министерства в 1904—1917 годах
31 мая (13 июня) 1904 года была проведена ещё одна реорганизация Министерства народного просвещения. В состав его центральных учреждений теперь входили Совет министра, Департамент народного просвещения, Департамент общих дел, Учёный комитет, а также Управление пенсионных касс народных учителей и учительниц, юрисконсультская часть, Постоянная комиссия народных чтений и другие учреждения.
Стремительный рост числа учебных заведений требовал от министерства активной деятельности. Целый ряд реформистских шагов был предпринят в министерство графа П. Н. Игнатьева. Для того, чтобы справиться с вопросами управления системой высшего образования в марте 1916 в МНП были созданы Совет по делам высших учебных заведений и межведомственный Совет по делам профессионального образования.
В октябре 1917 года МНП прекратило своё существование, его функции перешли к Народному комиссариату по просвещению РСФСР.

## Основные подразделения министерства

### Главное правление училищ (1802—1863)
Первоначально согласно манифесту «Об учреждении министерств» называлось комиссия об училищах. С 24 января (5 февраля) 1803 получило название Главное правление училищ. Состояло из попечителей университетов и учебных округов, а также особо назначенных императором членов; председателем в нём был министр народного просвещения. Были образованы канцелярия Главного правления училищ и контора Главного правления училищ, занимавшаяся управлением доходами главного правления. В 1807 году на основе одной из экспедиций конторы и канцелярии был образован хозяйственный комитет. В 1817 году в указе об учреждении министерства духовных дел и народного просвещения были уточнены предметы занятий правления, из которых главнейшие: 1) новые постановления по разным предметам училищных заведений; 2) учреждение учебных заведений и учёных обществ, и 3) снабжение учебными руководствами. В 1856 году состоялось преобразование Главного правления; членам главного правления было назначено жалованье и вменено в обязанность рассматривать отчёты учебных заведений и посещать последние.
После сосредоточения в 1835 году основных административных функций в Департаменте народного просвещения, Главное правление выполняло функции совета при министре, решая дела, предварительно рассмотренные в департаменте и с 18 (30) июня 1863 года было переименовано в Совет министра народного просвещения.

### Совет министра народного просвещения (1863—1917)
Сменил Главное правление училищ. Согласно «Учреждению Министерства народного просвещения» (1863) в его ведении находилось рассмотрение общих вопросов развития образования и науки в России.

### Департамент народного просвещения (1803—1917)
Создан 7 (19) января 1803 года. Являлся высшим совещательным органом в МНП, был наделён главным образом административно-распорядительными функциями. С сентября 1831 года в департаменте была сосредоточена статистическая работа, а с июня 1835 года — хозяйственные дела МНП, руководство архивом и книжным магазином, а также «Журналом Министерства народного просвещения».
Согласно «Учреждению Министерства народного просвещения» (1863) в ведении департамента находились: личный состав учебных заведений, инспекторские, счётные, хозяйственные и судебные вопросы. С 1883 года в департаменте открыто специальное отделение, занимавшееся промышленными училищами.
Часть вопросов перешла впоследствии во вновь созданный в МНП Департамент общих дел.

### Департамент общих дел (1904—1917)
Создан в 1904 году. Занимался делами по личному составу, составлением финансовых смет, статистическими вопросами и другими.

### Учёный комитет (1817—1831, 1856—1917)
Создан в составе Министерства духовных дел и народного просвещения 27 марта (8 апреля) 1817. Ведал общими вопросами учебного характера и рассматривал проекты учебных пособий. Распущен 10 (22) сентября 1831 года. Вновь создан 5 (17) мая 1856 года.
Согласно «Учреждению Министерства народного просвещения» (1863) в ведении Учёного комитета находилось рассмотрение учебных программ, оценка содержания учебников, проекты уставов учёных обществ, отчёты лиц, имевших особые поручения по МНП. Особый отдел при комитете ведал рассмотрением книг, рекомендующихся для народного чтения.
В 1884 при комитете образовано Отделение по техническому и профессиональному образованию. В 1900 в составе последнего был выделен специальный отдел по женскому профессиональному образованию.

### Канцелярия министра народного просвещения (1825—1917)
Начала работу 20 января (1 февраля) 1825 года. Канцелярия вела секретные дела, частную переписку министра, занималась переводами с иностранных языков и тому подобной секретарской работой.

### Главное управление цензуры (1828—1863)
Ведало цензурой в Российской империи. Образовано в соответствии с «Уставом о цензуре» 1828 года. Существовало с 22 апреля (4 мая) 1828 года по 10 (22) марта 1863 года. Расформировано в связи с передачей вопросов цензуры в Министерство внутренних дел.

### Совет по делам высших учебных заведений (1916—1917)
Был создан в марте 1916 года для разработки и предварительного обсуждения законопроектов, правил, инструкций, общих мероприятий в министерстве с целью объединить управление подведомственными высшими учебными заведениями. Занимался эвакуацией высших школ, изучением финансового положения университетов и институтов, открытием новых вузов, разработкой правил приёма и т. д.

### Совет по делам профессионального образования (1916—1917)
Был создан при Министерстве народного просвещения 11 (24) марта 1916 года, с целью согласования управления высшими учебными заведениями различной ведомственной подчинённости. Совет являлся последней инстанцией в решении таких вопросов высшего специального образования, как издание законоположения о специальных высших школах, планирования их развития, координации их деятельности, а также согласования систем специального и общего высшего образования. Контроль за состоянием образования на местах предполагалось осуществлять силами губернских советов по делам профессионального образования, подчинённых имперскому. Однако совет практически не успел начать работу, он собирался на заседания только два раза.

## Основные комитеты и комиссии, существовавшие при министерстве

### Комитет устройства учебных заведений (1826—1850)
Межведомственный комитет, действовавший под руководством министра народного просвещения. Основной его задачей было рассмотрение уставов учебных заведений.

### Археографическая комиссия (1834—1837)
Учреждена указом Николая I от 24 декабря 1834 (5 января 1835) года для публикации материалов, собранных археографической экспедицией П. М. Строева. Согласно высочайше утверждённым «Правилам» от 18 февраля (2 марта) 1837 года стала самостоятельно действующим государственным учреждением.

### Комиссия по устройству архивов (1871, 1873—1885)
Учреждена по инициативе Н. В. Калачова для подготовки вопроса о принципах переустройства архивного дела в стране и обсуждения проблем устройства в России архивов и правил хранения в них документов. В 1871 году действовала как комиссия II Археологического съезда, с 1873 года существовала как межведомственная комиссия, учреждённая согласно постановлению Комитета министров от 27 февраля (11 марта) 1873 года . Деятельность её прекратилась со смертью председателя — Н. В. Калачова.

### Комиссия по международному обмену изданий по части наук и художеств (1877—1917)
Создана 22 апреля (4 мая) 1877 года.

## Министры народного просвещения и управляющие министерством
1. Граф Завадовский, Пётр Васильевич (2 [14] сентября 1802 — 11 [23] апреля 1810)
2. Граф Разумовский, Алексей Кириллович (11 [23] апреля 1810 — 10 [22] августа 1816)
3. Князь Голицын, Александр Николаевич (10 [22] августа 1816 — 15 [27] мая 1824)
4. Шишков, Александр Семёнович (15 [27] мая 1824 — 25 апреля [7 мая] 1828)
5. Князь Ливен, Карл Андреевич (25 апреля [7 мая] 1828 — 18 [30] марта 1833)
6. Граф Уваров, Сергей Семёнович (21 марта [3 апреля] 1833 — 20 октября [1 ноября] 1849)
7. Князь Ширинский-Шихматов, Платон Александрович (20 октября [1 ноября] 1849 — 7 [19] апреля 1853)
8. Норов, Авраам Сергеевич (7 [19] апреля 1853 — 23 марта [4 апреля] 1858)
9. Ковалевский, Евграф Петрович (23 марта [4 апреля] 1858 — 28 июня [10 июля] 1861)
10. Граф Путятин, Евфимий Васильевич (28 июня [10 июля] 1861 — 25 декабря 1861 [6 января 1862])
11. Головнин, Александр Васильевич (25 декабря 1861 [6 января 1862] — 14 [26] апреля 1866)
12. Граф Толстой, Дмитрий Андреевич (14 [26] апреля 1866 — 24 апреля [6 мая] 1880)
13. Сабуров, Андрей Александрович (24 апреля [6 мая] 1880 — 24 марта [5 апреля] 1881)
14. Барон Николаи, Александр Павлович (24 марта [5 апреля] 1881 — 16 [28] марта 1882)
15. Граф Делянов, Иван Давыдович (16 [28] марта 1882 — 29 декабря 1897 [10 января 1898])
16. Боголепов, Николай Павлович (12 [24] февраля 1898 — 2 [15] марта 1901)
17. Ванновский, Пётр Семёнович (24 марта [6 апреля] 1901 — 11 [24] апреля 1902)
18. Зенгер, Григорий Эдуардович (11 [24] апреля 1902 — 23 января [5 февраля] 1904)
19. Глазов, Владимир Гаврилович (10 [23] апреля 1904 — 18 [31] октября 1905)
20. Граф Толстой, Иван Иванович (18 [31] октября 1905 — 24 апреля [7 мая] 1906)
21. Кауфман, Пётр Михайлович (24 апреля [7 мая] 1906 — 1 [14] января 1908)
22. Шварц, Александр Николаевич (1 [14] января 1908 — 25 сентября [8 октября] 1910)
23. Кассо, Лев Аристидович (управляющий министерством с 25 сентября (8 октября) 1910, министр с 2 [15] февраля 1911 по 26 ноября [9 декабря] 1914)
24. Граф Игнатьев, Павел Николаевич (9 [22] января 1915 — 27 декабря 1916 [9 января 1917])
25. Кульчицкий, Николай Константинович (27 декабря 1916 [9 января 1917] — 28 февраля [13 марта] 1917)

### Члены Временного правительства
1. Мануйлов, Александр Аполлонович (2 [15] марта 1917 — 4 [17] июня 1917)
2. Ольденбург, Сергей Фёдорович (25 июля [7 августа] 1917 — 31 августа [13 сентября] 1917)
3. Салазкин, Сергей Сергеевич (управляющий министерством с 4 [17] сентября 1917, министр с 8 [21] сентября 1917 по 25 октября [7 ноября] 1917)